# Laticoleus palpalis
Laticoleus palpalis là một loài tò vò trong họ Ichneumonidae.